# Emilio Márquez Villarroel

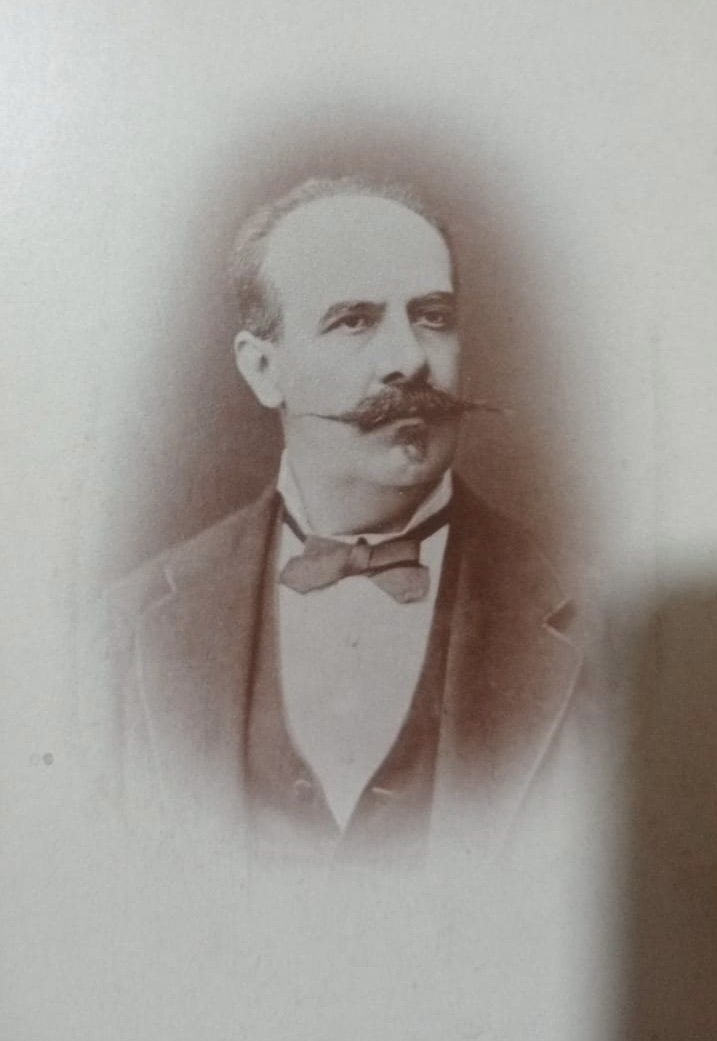
Emilio Márquez Villarroel, Sevilla, zeitgenössisches Foto

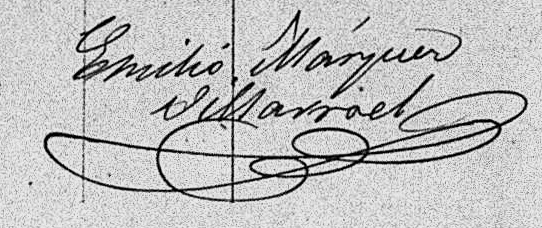
Unterschrift von Emilio Márquez Villarroel

Emilio Márquez Villarroel (* 15. Oktober 1827 in Badajoz, Extremadura, Spanien; † 29. Oktober 1888 in Sevilla, Andalusien, Spanien) war ein spanischer Wissenschaftler, der Mathematik, Maschinenbau und analytische Geometrie an der Universität von Sevilla lehrte.

## Leben
Er stammte aus einer wohlhabenden Grundbesitzerfamilie aus der Extremadura. Sein Vater war der liberale Politiker Carlos Márquez Rodríguez (1791–1878), seine Mutter war Teresa Villarroel Ferrera.
Emilio Márquez Villarroel war seit 1853 mit Juana de Cortazar Alfaro verheiratet und hatte neun Kinder. Er lebte mit seiner Familie seit seiner Berufung zum Hochschullehrer in Sevilla.

## Schaffen

### Schule und Studium
Márquez Villarroel begann seine Schulzeit in Badajoz und wechselte mit 13 Jahren nach Sevilla an das Colegio de San Gerónimo. Seine Ausbildung setzte er in Madrid fort. Ab 1848 besuchte er dort die Escuela de Ingenieros de Caminos, Canales y Puertos mit besten Noten, so dass er sich 1850 an der Escuela Normál de Real Instituto Industrial immatrikulieren konnte. Dort erhielt er nach drei Jahren den Titel Ingeniero Industrial für Maschinenbau.

### Hochschullehrer und Universität
Schon als Student wurde er mit großem Erfolg zur Vertretung von Dozenten eingesetzt und konnte so in Lehre und Forschung weitere Erfahrungen sammeln.
Zum 1. Februar 1856 wurde er in Sevilla mit seiner ersten Hochschullehrerstelle im Bereich Industrielle Mechanik und Maschinenbau betraut. Dort entwickelte er einen Kurs für Maschinenbau mit 99 Einheiten. Durch wirtschaftliche Schwierigkeiten wurde die Escuela Industrial in Sevilla geschlossen. Die 1866 erschienene Schrift über den Maschinenbau (Tratado de la Mecánica Industrial) fand keine Fortsetzung, da er von seiner Spezialisierung auf den Maschinenbau zur Mathematik wechselte.
Im Jahr 1865 wurde er ordentlicher Professor für analytische Geometrie an der naturwissenschaftlichen Fakultät der Universität Sevilla, 1887 dann auch Dekan.

### Wissenschaftlicher Kundschafter
1862 und 1867 besuchte er im Auftrag der Stadt Sevilla die Weltausstellungen in London und Paris und wertete sie danach wissenschaftlich aus. Die dort gefundenen Anstöße sollten für die spanische Gesellschaft fruchtbar gemacht werden.

## Wissenschaftliche Bedeutung
Emilio Márquez Villarroel war ein Wissenschaftler, der in seinen wissenschaftlichen Aufgabenfeldern Maschinenbau, Mathematik und Analytische Geometrie versuchte, auch in Spanien die Bedingungen für eine erfolgreiche Industrialisierung und Modernisierung zu schaffen.
Nach José Manuel Cano Pavón war Emilio Márquez ein typischer spanischer Hochschullehrer des 19. Jahrhunderts, der durch die eingeschränkten Bedingungen des unterfinanzierten universitären Unterrichts von seiner eigentlichen Spezialisierung auf die Ingenieurwissenschaften in die allgemeineren Bereiche der Mathematik wechseln musste.

## Schriften
- Memoria redactada por Emilio Márquez Villarroel ... en la Exposición Universal de Lóndres. Sevilla, 1863[12].
- Tratado de la Mecánica industrial. Agricultura Española y Revista Mercantil, Sevilla 1865.
- La historia general de la matematicas considerada bajo un punto de vista filosofico. Establecimiento tipografico de la Andalucia, Sevilla 1868.
- Importancia de las matemáticas y conveniencia de su estudio: discurso pronunciado el dia 1º de noviembre de 1868 en la Universidad Literaria de Sevilla en la solemne apertura del curso de 1868 á 69. Universidad Literaria de Sevilla, Sevilla 1868.
- Panorama general del Universo. Spanien: Imprenta y libreria española y extranjera de Rafael Tarascó y Lassa, Sevilla 1881.
- Tratado de Álgebra elemental y superior. (Übersetzung des Werkes von Raffaele Rubini, Neapel). Imp. y Librería de D. Rafael Tarascó y Lassa, Sevilla 1882.
- Teoría de las formas en general y principalmente de las binarias (Übersetzung des Werkes von Raffaele Rubini, Neapel). Sevilla 1885.

## Auszeichnungen
- Komtur des Orden de Isabel la Católica (Commendador de la Real Orden de Isabel La Católica)[13]